# Марсы

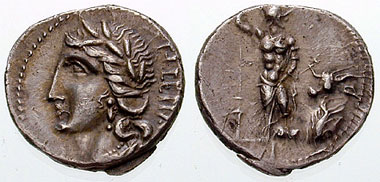
Серебряный денарий Марсской конфедерации времён Союзнической войны. Надпись «Италия» на оскском языке

Марсы (лат. Marsi) — одно из наиболее значимых италийских племен (италиков). Населяли нагорья средней Италии в районе Фуцинского озера. Территория племени марсов простиралась до верхних перевалов Апеннинских гор и граничила с территориями племени пелигнов. Поклонялись змеям, поэтому их считали заклинателями змей. Также марсы считались наиболее воинственным племенем среди италиков и долгое время враждовали с римлянами. После перехода земли марсов под контроль Рима в конце IV век до н.э. и до Союзнической войны 91-88 гг. до н.э. марсы находились в мире с Римом. Впоследствии не играли никакой роли в политике Рима. Марсы говорили на собственном диалекте умбрского языка.
По имени марсов называется небольшая область в центральной Италии — Марсика, а также много географических объектов в этом регионе.